# Elatostema manillense
Elatostema manillense är en nässelväxtart som beskrevs av Hugh Algernon Weddell, H. Schröter. Elatostema manillense ingår i släktet Elatostema och familjen nässelväxter. Inga underarter finns listade i Catalogue of Life.